# Moto Guzzi V7 III
Die Moto Guzzi V7 III ist ein Motorrad der Kategorie Roadster, das der italienische Hersteller Moto Guzzi von 2016 bis 2020 baute. Das Motorrad wurde im November 2016 auf der EICMA zum 50-jährigen Jubiläum der V7 Modellreihe vorgestellt.

## Ausstattung
Zum Verkaufsstart standen fünf verschiedene Farben zur Auswahl, die sich auf die drei Ausstattungsvarianten Stone, Special und Anniversario verteilten: einfarbige Lackierung mit schwarzem Rahmen („Schwarz“, „Blau“, „Grün“, „Gelb“, „Chrom“). Das Modell Racer wurde mit rotem Rahmen in „silber matt“ angeboten. Die Modelle unterscheiden sich neben optischen Anpassungen in der Cockpitausstattung (Drehzahlmesser), den Felgen und der Bereifung.

## Konstruktion

### Antrieb
Der Motor der V7 III ist ein längs eingebauter luftgekühlter Zweizylinder-Viertaktmotor. Der V-Motor hat, wie alle V-Motoren von Moto Guzzi seit 1967, einen Zylinderwinkel von 90 Grad. Er hat zwei Ventile pro Zylinder, die von einer untenliegenden Nockenwelle über Stößel, Stoßstangen und Kipphebel betätigt werden. Mit 744 cm³ Hubraum und einer Verdichtung von 10,5:1 erzielt der Motor 38 kW (52 PS) bei 6200/min. Das maximale Drehmoment beträgt 60 Nm bei 4900/min. Ein Sechsganggetriebe und eine Kardanwelle übertragen die Leistung an das Hinterrad. Das Motorrad ist nach der Euro-4-Abgasnorm homologiert und verbraucht im WMTC-Zyklus 5,5 l/100 km.

### Rahmen und Fahrwerk
Die V7 III hat einen Doppelschleifenrahmen aus Stahl, der Motor ist als tragendes Element mit einbezogen. Vorne ist eine 40-mm-Telegabel mit 130 mm Federweg eingebaut, hinten  eine Zweiarmschwinge mit 93 mm Federweg. Wie bei allen Guzzi-Modellen mit der 1977 eingeführten, sogenannten „Small-Block“-Antriebskonstruktion ist die Schwinge drehbar gelagert direkt am Getriebegehäuse angeschraubt.

### Bremsanlage
Das Bremssystem umfasst eine schwimmend gelagerte 320-mm-Scheibenbremse von Brembo am Vorderrad, sowie eine 260-mm-Bremsscheibe am Hinterrad mit einem Continental–Antiblockiersystem.

## Rezeption
Ralf Schneider lobte in der Zeitschrift Motorrad den überarbeiteten Motor und die Bremsen, kritisierte jedoch aufgrund des knappen Federwegs das Fahrwerk.
Auf Heise.de wurde das Fahrzeug als „Charakterbike mit passendem Preis-Leistungs-Verhältnis“ bezeichnet.
In der Auto-Presse wurde das Motorrad als „einfach zu fahrender City–Cruiser“ beschrieben.

## Modifikation
Das Motorrad eignet sich aufgrund der Bauweise ideal für Umbauten. Neben den üblichen Zubehörteilen zur Personalisierung bot Moto Guzzi erstmals drei unterschiedliche Kits für die komplette optische Umgestaltung an.

### Technische Daten
| Typ                   | V7 III Stone                | V7 III Racer                | V7 III Carbon (auf 1921 Stück limitiert) V7 III Limited (auf 500 Stück limitiert) V7 III Milano | V7 III Special V7III Anniversario (auf 750 Stück limitiert) Rough V7 III |
| Bauzeitraum           | 2016–2020                   | 2016–2020                   | 2016–2020                                                                                       | 2016–2020                                                                |
| Hubraum               | 744 cm³                     | 744 cm³                     | 744 cm³                                                                                         | 744 cm³                                                                  |
| Bohrung × Hub         | 80 mm × 74 mm               | 80 mm × 74 mm               | 80 mm × 74 mm                                                                                   | 80 mm × 74 mm                                                            |
| Verdichtung           | 10,5 : 1                    | 10,5 : 1                    | 10,5 : 1                                                                                        | 10,5 : 1                                                                 |
| Leistung              | 52 PS (38 kW)               | 52 PS (38 kW)               | 52 PS (38 kW)                                                                                   | 52 PS (38 kW)                                                            |
| bei Drehzahl          | 6200/min                    | 6200/min                    | 6200/min                                                                                        | 6200/min                                                                 |
| Getriebe              | 6-Gang                      | 6-Gang                      | 6-Gang                                                                                          | 6-Gang                                                                   |
| Radstand              | 1445 mm                     | 1445 mm                     | 1445 mm                                                                                         | 1445 mm                                                                  |
| Maße (L × B × H)      | 2185 mm × 800 mm × 1100 mm  | 2185 mm × 755 mm × 1100 mm  | 2235 mm × 800 mm × 1100 mm                                                                      | 2185 mm × 800 mm × 1100 mm                                               |
| Leergewicht           | 209 kg                      | 209 kg                      | 209 kg                                                                                          | 213 kg                                                                   |
| Reifen vorne / hinten | 100/90 × 18″ / 130/80 × 17″ | 100/90 × 18″ / 130/80 × 17″ | 100/90 × 18″ / 130/80 × 17″                                                                     | 100/90 × 18″ / 130/80 × 17″                                              |
| Höchstgeschwindigkeit | 170 km/h                    | 170 km/h                    | 170 km/h                                                                                        | 170 km/h                                                                 |
| Benzinverbrauch       | ca. 5,50 l / 100 km         | ca. 5,50 l / 100 km         | ca. 5,50 l / 100 km                                                                             | ca. 5,50 l / 100 km                                                      |